# Підзамчівська сільська рада
Підза́мчівська сільська́ ра́да — орган місцевого самоврядування в Радивилівському районі Рівненської області. Адміністративний центр — село Підзамче.

## Загальні відомості
- Підзамчівська сільська рада утворена в 1940 році.
- Територія ради: 45,047 км²
- Населення ради: 2 020 осіб (станом на 2001 рік)

## Розташування
Територія, яка підпорядковується Підзамчівській сільській раді, межує з Дружбівською, Башарівською, Михайлівською сільськими радами Радивилівського району та Кременецьким районом Тернопільської області.

## Населені пункти
Сільській раді підпорядковані населені пункти:
- с. Підзамче
- с. Адамівка
- с. Казмірі
- с. Копані
- с. Круки
- с. Підлипки
- с. Стоянівка

## Склад ради
Рада складається з 16 депутатів та голови.
- Голова ради: Собчук Микола Пилипович
- Секретар ради: Воронко Лариса Володимирівна

### Керівний склад попередніх скликань
| Прізвище, ім'я, по батькові | Основні відомості                                                 | Дата обрання | Дата звільнення |
| --------------------------- | ----------------------------------------------------------------- | ------------ | --------------- |
| Собчук Микола Пилипович     | Сільський голова, 1964 року народження, освіта вища, безпартійний | 26.03.2006   | 31.10.2010      |
| Собчук Микола Пилипович     | Сільський голова, 1964 року народження, освіта вища, безпартійний | 31.10.2010   |                 |

Примітка: таблиця складена за даними сайту Верховної Ради України